# Bandera de La Gomera
La bandera de la isla canaria de La Gomera (España) se presenta dividida en tres franjas verticales, la central blanca y de una anchura del doble de cada una de las otras dos, de color rojo. En la parte superior al asta un gánigo en su color sobre la silueta de la isla en blanco, y una vela cuadrada blanca con una cruz patada verde.
El gánigo (recipiente de barro típico de la cultura aborigen canaria) sobre la silueta de la isla simboliza la herencia aborigen de la cultura gomera, y la vela con la cruz representa las carabelas de Colón que hicieron escala en la isla, por lo que se la conoce como "la isla colombina".
El gánigo también representa la Rebelión de los Gomeros, puesto que la rebelión se inició cuando, después de matar a Hernán Peraza, Hautacuperche quebra el gánigo de Guahedúm.
La bandera de La Gomera fue aprobada por el pleno del Cabildo Insular con ocasión del Día de Canarias, el 30 de mayo de 1999.

## Escudo
El escudo tiene un fondo rojo, ccon dos calderos amarillos, tiene una bordura roja con doce calderos amarillos. Al timbre, una corona condal. El escudo es igual que el escudo de la bandera de Lanzarote, pero la de Lanzarte tiene una corona marquesal, en vez de una condal.

## Variantes de la bandera

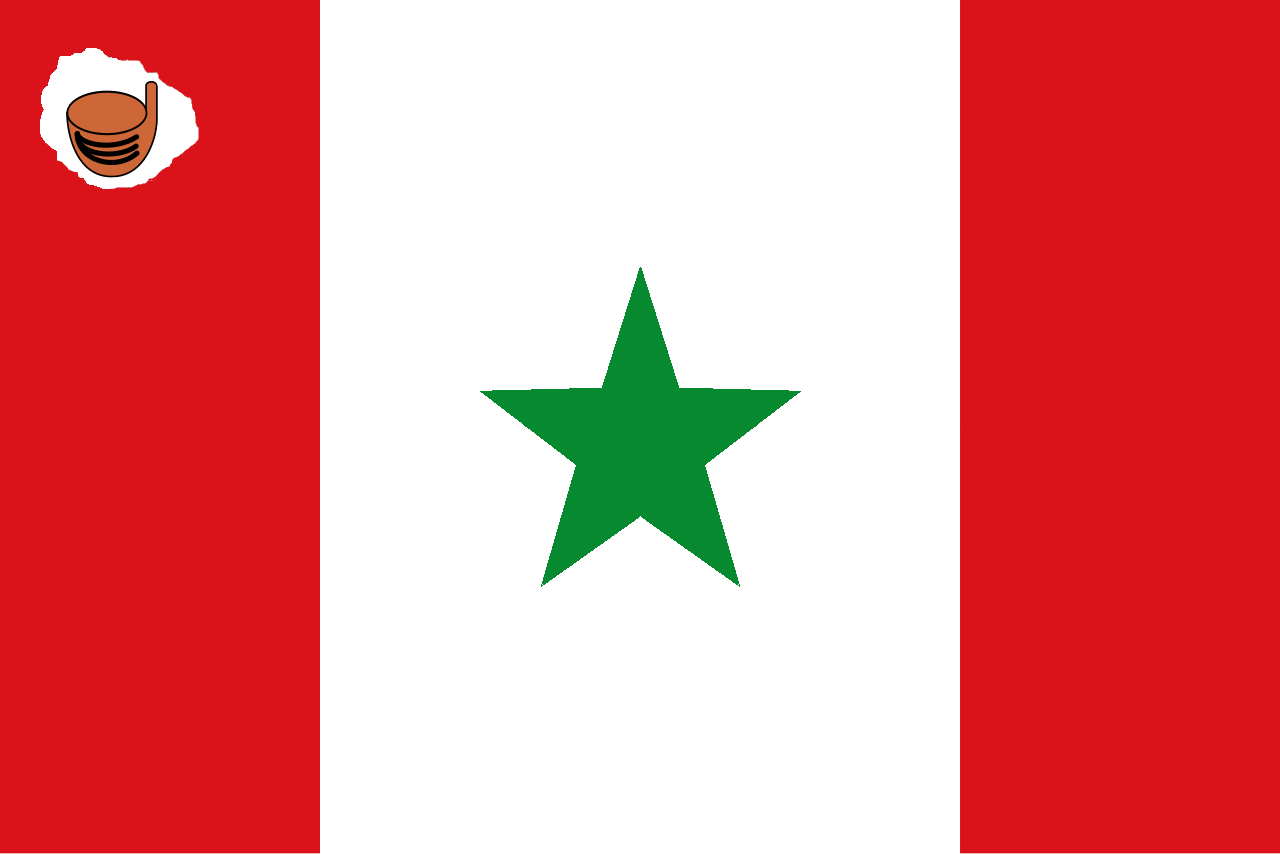
Bandera propuesta para La Gomera en "La bandera nacional canaria, normas, protocolo y uso"